# Ngelima jezik
Ngelima jezik (angba, bangalema, bangelima, leangba; ISO 639-3: agh), jwezik sjevezozapadne skupine porodice bantu koji se govori u Demokratskoj Republici Kongo u provinciji Orientale. 
13 600 govornika (2000). Postoji nekoliko dijalekata: beo, buru (boro, leboro), tungu, hanga.

## Vanjske poveznice
- Ethnologue (14th)
- Ethnologue (15th)